# 阿夫拉姆·奥拉诺
阿夫拉姆·奥拉诺（西班牙語：Abraham Olano，1970年1月22日—），西班牙男子自行车运动员。他曾代表西班牙参加1996年和2000年夏季奥林匹克运动会自行车比赛，其中1996年奥运会获得一枚银牌。